# Pauline Perry, Baroness Perry of Southwark
Pauline Perry, Baroness Perry of Southwark (* 15. Oktober 1931 als Pauline Welch) ist eine britische Pädagogin und konservative Politikerin. Sie war über 25 Jahre Mitglied des House of Lords und hatte in England den Rang des Chief Inspector of Schools inne.

## Leben
Perry besuchte die Wolverhamptons Girls High School  und das Girton College. 1952 heiratete sie den an der Oxford University tätigen Lektor George Perry, mit dem sie drei Söhne und eine Tochter hat. Sie wurde als Lehrerin und Philosophie-Dozentin in England, Kanada und den USA tätig. 
1970 begann Perry im Schulinspektorat, das zum damaligen Zeitpunkt im Department for Education and Skills angesiedelt war, zu arbeiten. 1981 wurde sie oberste Schulinspektorin. 1986 wurde sie Vizekanzlerin der London South Bank University und damit die erste Frau an der Spitze einer britischen Universität. Sie bekleidete mehrere Funktionen im Universitätsbereich, darunter den des Prokanzlers an der University of Surrey und den der Präsidentin des Lucy Cavendish College. 
Perry war ferner für die Southwark Cathedral, die Kirche von England und die Stadt London tätig. Perry war Vorsitzende einer Untersuchungskommission, die die Tätigkeit der Crown Appointment Commission überprüfte. 
Perry wurde 1991 die Freedom of the City of London verliehen. Im selben Jahr wurde sie als Baroness Perry of Southwark, of Charlbury in the County of Oxfordshire zum Life Peer ernannt und damit Mitglied des House of Lords. Perry war von 2003 bis 2005 Mitglied des Nuffield Council on Bioethics und saß von 2003 bis 2005 der Arbeitsgruppe zur Ethik von Tierversuchen vor. Ferner war Perry Vorsitzende der Kommission zur zweiten Reorganisation der Londoner Bezirke Hammersmith und Fulham sowie Vorsitzende der Kommission für Akademien und freie Schulen im Londoner Bezirk Wandsworth.
Perry war 2007 Vizevorsitzende einer Kommission innerhalb der Konservativen Partei, die sich mit dem öffentlichen Dienst befasste. 2011 wurde Perry zum Whip der Konservativen Fraktion im Oberhaus ernannt.
Am 26. Mai 2016 trat sie gemäß den Regelungen des House of Lords Reform Act 2014 in den Ruhestand und schied aus dem House of Lords aus.